# Sezona Velikih nagrad 1916
Sezona Velikih nagrad 1916 je bila enajsta sezona Velikih nagrad, dirke niso bile povezane v prvenstvo. 

## Velike nagrade
| Velika nagrada     | Dirkališče   | Datum        | Zmag. dirkač                | Zmag. moštvo | Poročilo |
| ------------------ | ------------ | ------------ | --------------------------- | ------------ | -------- |
| Indianapolis 500   | Indianapolis | 30. maj      | Dario Resta                 | Peugeot      | Poročilo |
| Vanderbilt Cup     | Santa Monica | 16. november | Dario Resta                 | Peugeot      | Poročilo |
| Velika nagrada ZDA | Santa Monica | 18. november | Howard Wilcox Johnny Aitken | Peugeot      | Poročilo |